# Occhi Niagara
Occhi Niagara è un singolo della cantante italiana Hu, pubblicato il 30 ottobre 2020 per l'etichetta Warner Music.

## Descrizione
Il brano, scritto dalla stessa Hu insieme a Simone Privitera, venne presentato all'interno del programma AmaSanremo, competizione canora che fungeva da semifinale per Sanremo Giovani 2020. La canzone fu ammessa alla finale del 17 dicembre in diretta su Rai 1, ma non riuscì ad aggiudicarsi la partecipazione al Festival di Sanremo 2021 nella sezione Nuove proposte.

## Video musicale
Il video musicale, diretto da Silvia Di Gregorio, è stato pubblicato il 4 novembre 2020 sul canale YouTube di Warner Music.

## Tracce
Testi di Federica Ferracuti, musiche di Federica Ferracuti e Simone Privitera.
1. Occhi Niagara – 3:27